# 君よりもっとこそくに
『君よりもっとこそくに』（きみよりもっとこそくに）は、THE 真心ブラザーズの6枚目のシングル。1991年9月21日にEpic/Sony Recordsより発売された。

## 概要
アルバム｢あさっての方向｣の先行シングル。
歌詞の内容がかなり過激なためか、｢あさっての方向｣以外のどのアルバムにも収録されていない。また、アルバムに収録されたものは、前曲とつながっているためアルバムバージョンとなっており、シングルバージョンはこのシングルでのみ聞くことができる。廃盤のため入手は非常に困難である。
カップリング曲の｢うきうき｣は、アルバム｢あさっての方向｣に収録されたものも、前曲とつながっているためアルバムバージョンであるが、ベストアルバム｢けじめの位置 〜栄光の軌跡II〜｣、｢GOODDEST｣には、シングルバージョンで収録されている。

## 収録曲
全作詞・作曲:倉持陽一、全編曲:THE 真心ブラザーズ
1. 君よりもっとこそくに
2. うきうき